# 仙石久信
仙石 久信（せんごく ひさのぶ、寛永15年（1638年） - 元禄12年1月5日（1699年2月4日））は、江戸時代前期の大身旗本。旗本仙石久邦（6,000石）の長男。大目付をつとめた仙石久尚の兄。正室は安部信盛の娘。子に久治、久豊。通称は右近、官位は従五位下、大和守・因幡守・壱岐守。
慶安元年はじめて将軍徳川家光に拝謁。天和元年（1681年）12月23日に父の遺領のうち5,000石の家督を相続。1,000石は弟仙石久尚に分け与えた。天和2年（1682年）3月5日に父の遺品尻懸則長の刀を献上。貞享元年（1684年）9月7日に小姓組番頭。12月25日に従五位下大和守に叙任する。貞享4年（1687年）6月13日に書院番頭、元禄元年（1688年）4月9日に留守居役に転じた。元禄5年（1692年）1月11日、側衆となり、元禄10年（1697年）2月14日、職を辞した。元禄12年（1699年）1月5日死去。家督は長男久治が次いだ。享年62。法名は常照。駒込の養源寺に眠る。